# Thomas Wagner

Thomas Wagner (1982)

Thomas Wagner (Zürich, 17 oktober 1943) is een Zwitsers politicus.
Thomas Wagner is een vooraanstaand lid van de Vrijzinnig Democratische Partij (FDP) en zat voor die partij in de gemeenteraad van de stad Zürich.
Thomas Wagner werd na de overwinning van de burgerlijke partijen FDP en de Christendemocratische Volkspartij (CVP) bij de gemeenteraadsverkiezingen van 7 maart 1982 - waarna de burgerlijke partijen voor het eerst in 53 jaar de meerderheid in de gemeenteraad verwierven - tot stadspresident van Zürich (dat wil zeggen burgemeester) gekozen. De reden dat de burgerlijke partijen de verkiezingen hadden gewonnen hing nauw samen met het feit dat de bevolking zich ergerden aan het Autonoom Jeugd Centrum van rebellerende jongeren die gevestigd was in een gekraakte fabriek. De vorige (socialistische) stadsregering onder stadspresident Sigmund Widmer (LdU) Wagner en de stadsregering beëindigden de onrust die werd veroorzaakt door de rebellerende jongeren door de fabriek met de grond gelijk te maken.
Thomas Wagner bleef stadspresident tot 1990, toen hij werd opgevolgd door Josef Estermann (SP). Tijdens Wagners stadspresidentschap werd er geen haast gemaakt met de noodzakelijke stadsvernieuwing en een aantal industriële complexen vervielen en werden opgeheven nadat bedrijven de stad hadden verlaten. Aanvankelijk wist Wagner de rust en de orde in de stad te herstellen, maar later nam in verloederde stadswijken criminaliteit toe.